# بولاتوواتس
بولاتوواتس (به صربی: Bulatovac) یک روستا در صربستان است که در پروکوپلیه واقع شده‌است. بولاتوواتس ۱۳۷ نفر جمعیت دارد.